# Cephalaeschna dinghuensis
Cephalaeschna dinghuensis е вид водно конче от семейство Aeshnidae. Видът не е застрашен от изчезване.

## Разпространение
Разпространен е в Китай (Гуандун).